# 朊毒體
朊毒體音譯普里昂，又名朊粒，是一種具感染性的致病因子，能引發哺乳动物的傳染性海綿狀腦病。朊毒体（朊粒）是正常朊粒蛋白（PrP）的异常异构体（错误折叠形式），其借由破坏正常朊粒蛋白的结构来引发疾病。
朊毒體疾病（傳染性海綿狀腦病）和阿茲海默症、帕金森氏症同屬於神經退化性疾病，可能擁有類似的致病機制。它雖然不含核酸，但可自我複製且具有感染性。這是因為朊毒體雖然是由蛋白質構成，但相较于普通蛋白质更为稳定，无法以一般物理或化學消毒法去除感染性。以120 ~ 130℃加热4小时、紫外线照射、甲醛均不能将这种蛋白质变性。它对蛋白酶有抗性，但不能抵抗高浓度的蛋白质强变性剂，如苯酚、尿酸。
朊毒體最早發現於哺乳動物的傳染性海綿狀腦病，包括羊搔癢症、疯牛病、慢性消耗病，以及人類的克雅二氏病（包含散發性、家族性、與变异型克-雅二氏病）、致死性家族失眠症，和于食人部落发现的庫魯病。所有傳染性海綿狀腦病目前均無法医治。变异型克-雅二氏病为由牛传染人的跨物种疾病，透過食用已感染狂牛症的牛隻的肉或其內臟製品感染。該病原體由飲食攝入后會穿越血腦屏障，缓慢破坏脑组织结构，最终导致患者死亡。
朊毒體由錯誤折疊的朊粒蛋白聚集組成。它能够诱导在神经细胞上原本是正常结构的朊粒蛋白，转变为错误结构的分子（而化學上更為穩定），并进行聚集反应，藉由这个机制引入新的朊毒體蛋白，不断自我复制并传递至邻近细胞，最终扩散至整个脑部。由组织染色法发现，聚集的朊毒體蛋白会于神经细胞外形成类淀粉沉淀，并伴随神经细胞死亡，造成脑组织空洞化。

## 名稱
术语朊毒体（prion）或朊粒，是参照病毒体（virion）或病毒粒而命名，後綴-on有“体、粒、子” 之义。在过去未知其性质，也称毒朊、朊病毒、蛋白感染粒（proteinaceous infectious particle）、蛋白侵染子、传染性蛋白颗粒、普恩蛋白等等，這些術語已漸少用。此外，現在已知它不是病毒，而是僅由蛋白質構成的致病因子，因此稱朊“病毒”可能造成誤解。
朊毒体最早是史坦利·布魯希納于1982年提出“prion”一词，以代表其自我复制能力，并能够传递本身错误结构给其它朊毒體蛋白。英语中的是由 "pr"otein 和 infect"ion" 拼接而成的混成詞，全称是，为「蛋白質感染颗粒」之意。
译名“朊病毒”由中国蛋白质生化专家曹天钦提出，中文的「朊」为蛋白质的别称。中国全国科技名词委2006年出版的《遗传学名词》第二版则将的译名定为“普里昂”或“朊粒”，2009年《生物化学与分子生物学名词》第二版则又定名为“朊病毒”。因“朊病毒”之名易产生该病原为病毒之误解，又有学者提出“朊粒”、“朊毒”、“朊毒体”等译名。

## 朊粒蛋白

### 發現背景
在發現朊粒蛋白之前，所有已知傳染病的病原體都是微生物，意即有可複製的遺傳物質（核酸），例如细菌、病毒、真菌、原生動物等。早期針對羊搔癢症的研究顯示它可能是由一種「濾過性病毒」造成。於1960年和1967年，Tikvah Alper與John S. Griffith分别提出了羊搔癢症的感染因子可能僅僅由蛋白質所組成，Griffith進一步提出十分重要的假設，認為這種病原體是由蛋白質本身的錯誤折疊所造成，但當時並未受到重視。
於1982年，美國加州大學舊金山分校的史坦利·布魯希納進一步從感染羊搔癢症的羊腦樣品純化感染因子。在將细菌、病毒和核酸等成分去除之后，他發現剩下的蛋白質仍具有感染性。在排除了病毒與类病毒（viroids）的可能後，他證明該病是由蛋白質所造成，並將這種新發現的病原體稱為朊毒體，而組成的蛋白稱為朊粒蛋白（prion protein，PrP）。当时有许多质疑者认为传染源為于蛋白质中残留的病毒，但他们重复的实验证实了布魯希納的结论。布魯希納的後續研究表明，錯誤結構的朊毒體蛋白（PrPSc）和正常結構的PrPC是由相同基因表現而來，有相同的一级结构（胺基酸序列），但三级结构（立體結構）不同。這項發現打破了之前由克里斯琴·B·安芬森提出的“蛋白质的一級結構决定其立體结构”（一條序列一種結構）的理論。
目前科學界已經普遍接受朊毒體蛋白的結構轉變（由PrPC轉變為PrPSc）是造成朊毒體疾病和其傳染性的原因。在後續的研究中，有非常多的證據支持朊毒體僅由蛋白質所構成這一假設（Protein-only hypothesis）。近十年來，通過對其它神经退行性疾病的研究，科學界認為這類疾病（如阿茲海默症與帕金森氏症）的致病機制都擁有類似朊毒體的性質，因此朊毒體已經成為這個領域中很重要的概念。
由於發現朊毒體以及對於這種新傳染模式的研究，布魯希納獲得了1997年的諾貝爾生理學或醫學獎。

### 結構
正常結構的朊毒體蛋白（PrPC）是一個有209個胺基酸殘基（以人類序列為例，下同）的醣蛋白 ，約33-35 kDa，由一個糖磷脂醯肌醇（GPI）固定在神經細胞膜的外表面。蛋白質的N端 (序列23-134) 沒有特定構型，在轉譯後修飾後將頭尾兩個信号肽 (序列 1-22 及 231-254) 切除，擁有八個重複的胺基酸片段 (序列: PHGGGWGQ) 可結合Cu2+。而C端 (序列135-230) 主要以三個α螺旋構成，Cys179和214之間有雙硫鍵連結第二個和第三個α螺旋。在Asn181和197的位置會因為醣化而形成無醣、一個多醣、兩個多醣等三種衍生型。最近的研究顯示多醣的種類對朊毒體的複製速率和其感染性有重要影響。

### 功能
正常的朊毒體蛋白由PRNP基因所表現。它在中央神經系統的細胞膜外表面有大量表現，在免疫系统、骨髓、血液和周围神经系统中也有發現。然而這個蛋白質的功能尚不清楚。小鼠研究初步顯示缺乏PRNP基因對整體表徵沒有影響。許多研究推測朊毒體蛋白在細胞中扮演不同的角色，包括維持神經軸突上的髓磷脂，或是與T细胞、巨噬细胞、樹突細胞分化，或是刺激幹細胞的功能分化。

## 致病機制

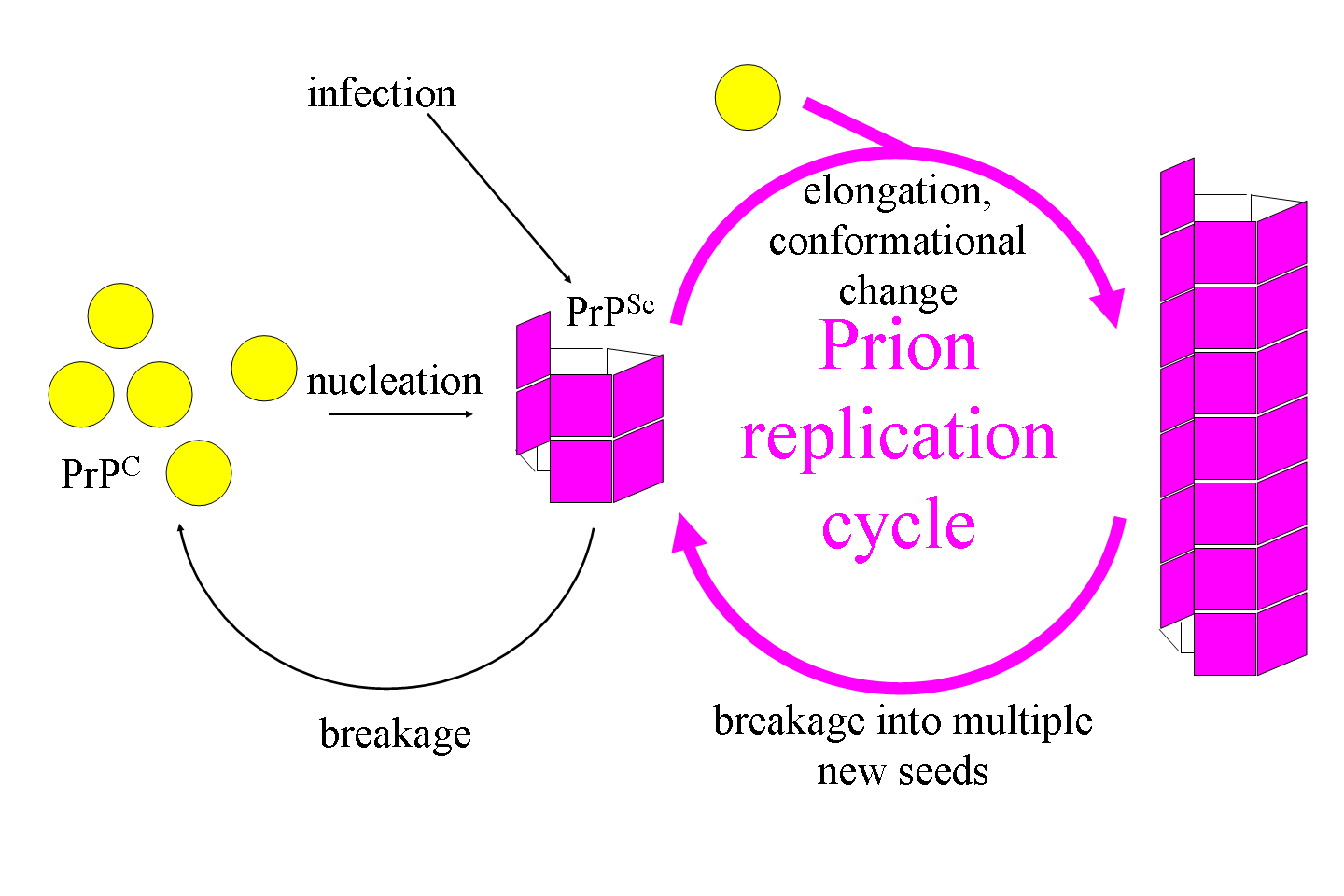
蛋白質聚集現象與類澱粉纖維形成的分子機制

对朊毒體蛋白如何致病的研究尚有许多未知领域。根據目前被普遍接受的蛋白質唯一假設 (Protein-only hypothesis)，身為致病因子的朊毒體由大量β折叠構成的不正常構型PrPSc取代α螺旋，而且這些錯誤結構的PrPSc蛋白質會導致正常以α螺旋為主結構的PrPC蛋白質也轉變結構成為PrPSc，如此不斷複製；而錯誤結構的PrPSc不再是一般易溶於水的蛋白質單體，而是由於其疏水的性質而產生蛋白質聚集現象。最終形成可見的類澱粉蛋白斑塊（經常以纖維的形態出現）堆積在腦部神經细胞外。這種聚集的蛋白質很難被細胞內的清除系統如蛋白酶体或溶酶体所清除，而且被認為有神經毒性，因此造成腦神經細胞死亡和組織空洞化的現象。
在其它的神經退化性疾病中，蛋白質不正常摺疊和聚集現象也被普遍發現是致病原因，例如阿茲海默症、帕金森氏症、肌萎缩性脊髓侧索硬化症（ALS）、亨丁頓舞蹈症、家族性澱粉樣物多發性神經病變（FAP）；除此之外，在非神經疾病的2型糖尿病中也有被發現。
蛋白質聚集的過程可以用成核-聚合反應（Nucleation-dependent polymerization）來解釋:
- 成核 (Nucleation): PrPSc蛋白質單體因為不穩定會形成許多在熱力學上次穩定的蛋白質寡體（oligomers）。 [53][54]
- 聚合/纖維延長（Polymerization/Elongation）：成長到某種大小後的蛋白質寡體可作為模板：藉由將PrPC轉變為PrPSc結構並不斷引入至模板中，PrPSc的結構能夠不斷的複製，模板因此快速生長成巨型的類澱粉纖維。 [51][52]
- 纖維斷裂（Fragmentation）：類澱粉纖維會斷裂形成較小的纖維片段，這些片段都能夠做為新的模板並產生新的聚合反應，因此類澱粉纖維的數量不斷增加。[55][56][57][58][59]

## 朊毒體疾病
朊毒體蛋白导致的疾病统称为傳染性海綿狀腦病，且在許多哺乳動物均有發現，目前无法治愈。哺乳動物的朊毒體疾病主要有羊搔癢症、牛腦海綿狀病變 (或稱狂牛症) 、鹿纇的慢性消耗病等。人類的朊毒體疾病包括克-雅二氏病（包含散發性、家族性、與变异型克-雅二氏病），致死性家族失眠症，和于食人部落发现的库鲁病。朊毒體疾病和其它相關的神经退行性疾病不同處在於具有感染性，且有跨物種感染的現象。

### 歷史
朊毒體疾病在18世紀已經有記述，最早觀察到的羊搔癢症在1759年由一篇德意志地區的文獻記載，"受感染的動物會跪下、用牠們的背去摩擦樁木，精神不佳且不進食，最後死亡"。文獻也記錄到牧羊人必須隔離這些受影響的羊隻，否則會造成其它羊群的嚴重傳染。19世紀後，歐洲的獸醫開始研究羊搔癢症，Besnoit在1899年發現它在病理學上的主要病徵是腦神經組織的空洞化（Vacuolation）。1936年，Cullѐ和Chelle藉由將受感染羊隻的腦及腦幹組織移入健康羊隻並使其感染，證明羊搔癢症具有感染性。1961年，在實驗用小鼠上也證明同樣的致病因子會造成感染，這個實驗同時證明了致病因子（隨後由史坦利·布魯希納在1982年發現是朊毒體）具有跨物種傳染的能力。在小鼠研究的成功也讓科學家從此可以不用綿羊或山羊，而是使用更容易操作的小鼠進行朊毒體的研究。

人類的朊毒體疾病最早由一位美國獸醫Hadlow在1959年發現。他在巴布亚新几内亚的一個食人部落發現他們參與過食人儀式後的人會產生類似羊搔癢症的不正常抽搐現象，並命名為庫魯病（源自當地語言的 kuria 或 guria，意即顫抖）。在1968年Klatzo根據對庫魯病人的腦部研究，認為早在1920年代發現的人類克雅氏病也有類似庫魯病的性質。隨後進一步的研究發現了更多種類的庫賈氏症，如致死性家族失眠症和家族性克-雅二氏病。最終他們都被歸類於傳染性海綿狀腦病之下。
1980年代末期英國爆發了嚴重的狂牛症疫情，當時許多牛隻因為吃入含有受感染的牛骨粉飼料導致大量群聚感染。之後許多人再攝入感染的牛肉類製品也因此染病，這種新型的人類庫賈氏症被稱為变异型克-雅二氏病（vCJD），同時也是第一次發現朊毒體疾病能夠跨物種傳染。至2011年沒有出現新病例為止，全世界有228例变异型克-雅二氏病患者，其中有176例為英國居民。

### 症狀

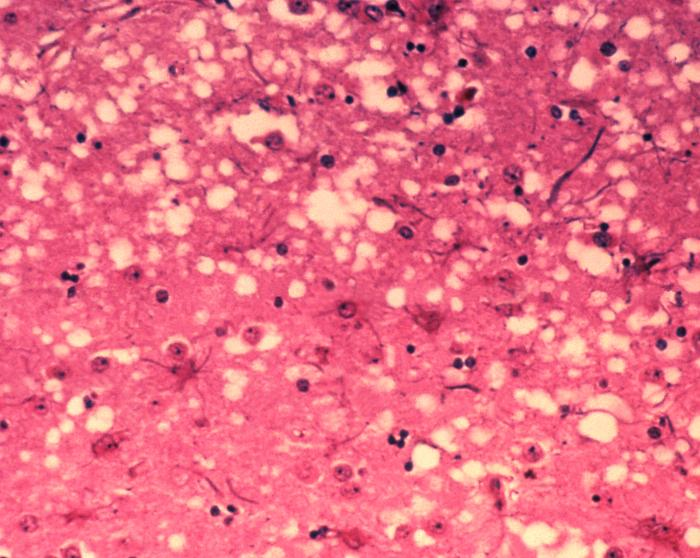
感染牛海綿狀腦病（BSE）的牛隻產生腦組織空洞化現象，或稱神經退化。原因是由錯誤摺疊的朊毒體蛋白聚集，造成神經細胞死亡。

人類克-雅二氏病的症状包括逐漸喪失腦部功能與行動能力、不正常的抽搐、痴呆、口齒不清、共济失调（平衡和协调功能障碍）、行为或人格改变。神經病理學上主要的特徵是在發病過程中的腦神經細胞會逐漸死亡，因此在組織中形成微小的“空洞”看起來猶如海綿一般。由免疫組織染色法可以發現由朊毒體蛋白聚集而成的類澱粉蛋白堆積在腦部神經细胞外，並形成可觀察到的斑塊。其他改變還包括星形胶质细胞與小神經膠質細胞被激發而造成神經發炎反應。

### 潛伏期
变异型克-雅二氏病的平均潜伏期是16.7年，而由食人部落所發現的庫魯病平均潛伏期是10.3-13.2年，但有極少數會超過40年。值得注意的是，由於對於变异型克-雅二氏病的研究較多（源於1990年代英國爆發狂牛症），擁有特別基因突變的人可能會因為有更長的潛伏期而尚未發病。一旦出现不适症状後，病情會快速進展，导致脑损伤和死亡。人類朊毒體疾病的传染途径包括：未知的散發型發病（sCJD, 佔80-90%）、攝食受狂牛症感染的牛隻食品（vCJD）、医源性传染（iCJD），还有大约有15%的患者为家族遗传（fCJD）；極少數是由於儀式中的食人行為傳染（庫魯病）。多數人在發病後一年內會死亡，但是許多病人的死因是發病导致的其它呼吸道或全身感染。
| 物種                   | 疾病                               | 傳染途徑                                        |
| ---------------------- | ---------------------------------- | ----------------------------------------------- |
| 綿羊、山羊、歐洲盤角羊 | 羊搔癢症（Scrapie disease）        | 水平感染 (可能垂直感染)。                       |
| 牛                     | 牛海綿狀腦病（，即狂牛病）         | 食用感染BSE的牛類食品。                         |
| 骆驼                   | 骆驼朊粒蛋白疾病（CPD）               | 未知。                                          |
| 水貂                   | 傳染性貂腦病（TME）                   | 食用感染BSE的牛類食品。                         |
| 白尾鹿、麋鹿           | 慢性消耗病（CWD）                     | 水平感染 (可能垂直感染)。                       |
| 猫科动物               | 貓科海綿狀腦病（FSE）                 | 食用感染BSE的牛類食品。                         |
| 薮羚、劍羚、扭角林羚   | 外來偶蹄類腦病（EUE）                 | 食用感染BSE的牛類食品。                         |
| 鸵鸟                   | 未命名（传染性未被证实）           | 未知。                                          |
| 人类                   | 散發性克-雅二氏病（）              | 佔人類克-雅二氏病的80-90%。傳染途徑未知。       |
| 人类                   | 医源性克-雅二氏病（）              | 執行醫療行為時意外接觸受感染的組織、激素或血液  |
| 人类                   | 家族性克-雅二氏病（）              | 遺傳性的PRNP基因突變。                          |
| 人类                   | 变异型克-雅二氏病（）              | 食用感染BSE的牛類食品，可能經由血液傳遞至腦部。 |
| 人类                   | 格斯特曼–斯特劳斯勒–申克综合征（GSS） | 遺傳性的PRNP基因突變。                          |
| 人类                   | 传播性致死失眠症（）               | 未知。                                          |
| 人类                   | 致死性家族失眠症（）               | 遺傳性的PRNP基因突變。                          |
| 人类                   | 庫魯病（Kuru disease）             | 原始部落儀式的食人行為。                        |

## 朊毒體蛋白的其他研究成果

### 酵母朊毒體
1965年，布萊恩·科克斯（英語：Brian Cox）在酵母菌发现了一種奇怪的遗传，並稱為[PSI+]因子（[PSI+] element）。1994年，里德·維克納（英語：Reed Wickner）經由研究釀酒酵母 (Saccharomyces cerevisiae) 提出假说，认为[PSI+]和另一个遗传因子[URE3]是分别由Sup35p和Ure2p蛋白引起，並具有類似朊毒體能夠自我複製的特性，因此稱為酵母朊毒體（yeast prions）。很快地，Susan Lindquist注意到一種热休克蛋白（heat shock protein，可以帮助其它蛋白质正确折叠的蛋白质），Hsp 104可以减少[PSI+]的影響。她隨後的研究顯示[PSI+]在酵母菌中不具有毒性，而且藉由改變特定的胺基酸序列能夠幫助Sup35p蛋白在正常的[PSI-]結構，和有類似朊毒體性質 (意指可自我複製) 的[PSI+] 結構之間轉變。她進一步認為某些具有類似朊毒體性質的蛋白質可能在某些情况下是有利的，因而使得這種性質在演化中得以保留。

### 其它類似朊毒體的蛋白質
除了朊毒體疾病以外，其它的神經退化性疾病的致病因子: 阿茲海默症的Aβ胜肽、帕金森氏症的 α-synuclein、肌萎缩性脊髓侧索硬化症 (ALS)的superoxide dismutase 1、亨丁頓舞蹈症的huntingtin蛋白片段、家族性澱粉樣物多發性神經病變 (FAP) 的transthyretin ，和非神經疾病的2型糖尿病的胰岛素，都有類似朊毒體的自我複製機制，由蛋白質錯誤折疊和聚集反應造成組織細胞死亡。
但不是所有類似朊毒體性質的蛋白質都是危險的。事实上，它们存在于很多植物和动物中。正因为如此，科学家认为这些变形的蛋白质一定为它们的宿主带来了一些好处。这个假设在对一种特定的藓类植物进行研究的时候被证实。正常情况下，当一个地方的藓与另一个地方的藓长得足够它们的外层细胞相接触时，病毒会从一个受感染的藓的部分传播到另一个没有受感染的藓的部分。但是，朊粒蛋白似乎会绕到被感染的藓的边缘部分。这可以引起藓边缘部分的细胞死亡，从而形成一个屏障，阻止病毒穿过，从而避免受到感染。
此外，蛋白質聚集反應也存在於一些正常折疊的蛋白質中，而且是它們正常功能的一部份。常見的例子包括細胞骨架和絲蛋白。

### 材料研究
儘管會導致疾病，但通过对朊毒體蛋白的研究，科学家发现了一些具有β折叠结构的多肽具有自聚集的性质，既然可以自聚集形成纤维，這就为纳米材料的製造提供了新的研究思路。多肽的β片层之间可以形成氢键，将一个一个多肽单体按照特定的结构连接在一起，形成纤维。世界上许多实验室正在人工合成一些可以自聚集形成纤维的多肽，希望能够控制纤维的生长，找到新的功能材料。

## 外部連結
- 微生物免疫學-subvirus（亞病毒） （页面存档备份，存于）